# Krzysztof Cielecki
Krzysztof Cielecki herbu Zaremba – kasztelan śremski w latach 1620-1626, podczaszy poznański w latach 1602-1620.
Poseł na sejm nadzwyczajny 1613 roku z Wielkopolski.